# Tramway de la Vallée d'Hérimoncourt
Le Tramway de la Vallée d'Hérimoncourt (TVH) est un ancien  réseau de chemin de fer secondaire du Doubs centré sur la ville d'Audincourt, long d'une vingtaine de kilomètres, et qui fonctionna de 1887 à 1932, afin d'assurer un maillage plus fin que celui assuré par les lignes du PLM et notamment la ligne Dole-Ville - Belfort, ou, plus modestement, la ligne de Montbéliard à Morvillars.
Il était principalement destiné à favoriser le déplacement des ouvriers et des marchandises dans ce secteur marqué par la prédominance des usines Peugeot, et à relier les usines entre elles,.
Il a toujours été exploité en traction vapeur, et a cessé son activité en 1932.

## Histoire

### Les prémices
La demande de concession de la ligne devant relier Audincourt à Hérimoncourt est présentée au Conseil général du Doubs en 1878 par un groupement de six entrepreneurs, dont Jules, Eugène et Armand Peugeot. Cette demande est agréée, et la convention prévoit que les tramways pourront être soit tractés par des chevaux, soit par des locomotives à vapeur. C'est la dernière solution qui est retenue. La déclaration d'utilité publique de la ligne est obtenue le 1er septembre 1883. Les projets prévoyaient alors deux ans de chantiers pour réaliser cette ligne. Il en fallut six…
L'objectif de ce réseau était de mailler finement le territoire, en permettant aux nombreuses usines existant dans le secteur d'être aisément raccordées aux lignes de chemin de fer du « grand réseau », au canal du Rhône au Rhin, et de faciliter le transport des ouvriers.
C'est ainsi que, en 1894, lorsque la compagnie demandait la concession de la ligne d'Audincourt à Montbéliard, le Préfet rendait compte au Conseil général de l'intérêt du projet, en indiquant « La ligne d'Audincourt à Montbéliard, en passant par Sochaux, et coupant le canal du Rhône au Rhin au bassin du Repos, à Exincourt, aura pour effet de donner satisfaction aux industriels d'Audincourt, Valentigney, Seloncourt, Hérimoncourt, Sochaux et Vieux-Charmont, en assurant le transport à bon marché de leurs marchandises ou des matières premières qui leur sont nécessaires entre leurs usines et le canal, dont il ne retirent actuellement qu'un médiocre profit à cause des moyens de locomotion coûteux qu'il leur faut employer pour se rendre à la gare d'eau d'Exincourt. Les voyageurs sont d'ailleurs très nombreux entre Montbéliard, la vallée d'Hérimoncourt et Valentigney. Le prolongement du tramway, qui s'arrête actuellement à Audincourt, jusqu'à Montbéliard, leur permettra de circuler beaucoup plus rapidement entre ces deux localités et de profiter d'une plus grande quantité de trains. Les villages d'Exincourt et de Sochaux, ainsi que ceux de Taillecourt, Étupes et Vieux-Charmont, dont les relations sont déjà très fréquentes avec Montbéliard, profiteront grandement de la ligne. »

### Fin de l'exploitation
L'exploitation ferroviaire des lignes cessa le 30 mai 1932, après 45 ans de service. Désormais, les déplacements dans le Pays de Montbéliard seront assurés par les autobus et les voitures individuelles...
Toutefois, à la Libération, les sociétés Peugeot Frères et Cycles Peugeot obtiennent l'autorisation de créer des lignes de chemin de fer à voie normale et en site propre sur l'accotement des chaussées, réservée aux marchandises, de la gare d'Audincourt à Hérimoncourt et à Beaulieu. Ces lignes à voie normale fonctionnent du 3 octobre 1946 au 1er janvier 1987, date du déclassement de ces lignes, qui étaient exploitées par une locomotive à vapeur type 030, un locotracteur, et, occasionnellement, une seconde locomotive à vapeur, type 020 ou 030.

## Infrastructure

### Les lignes

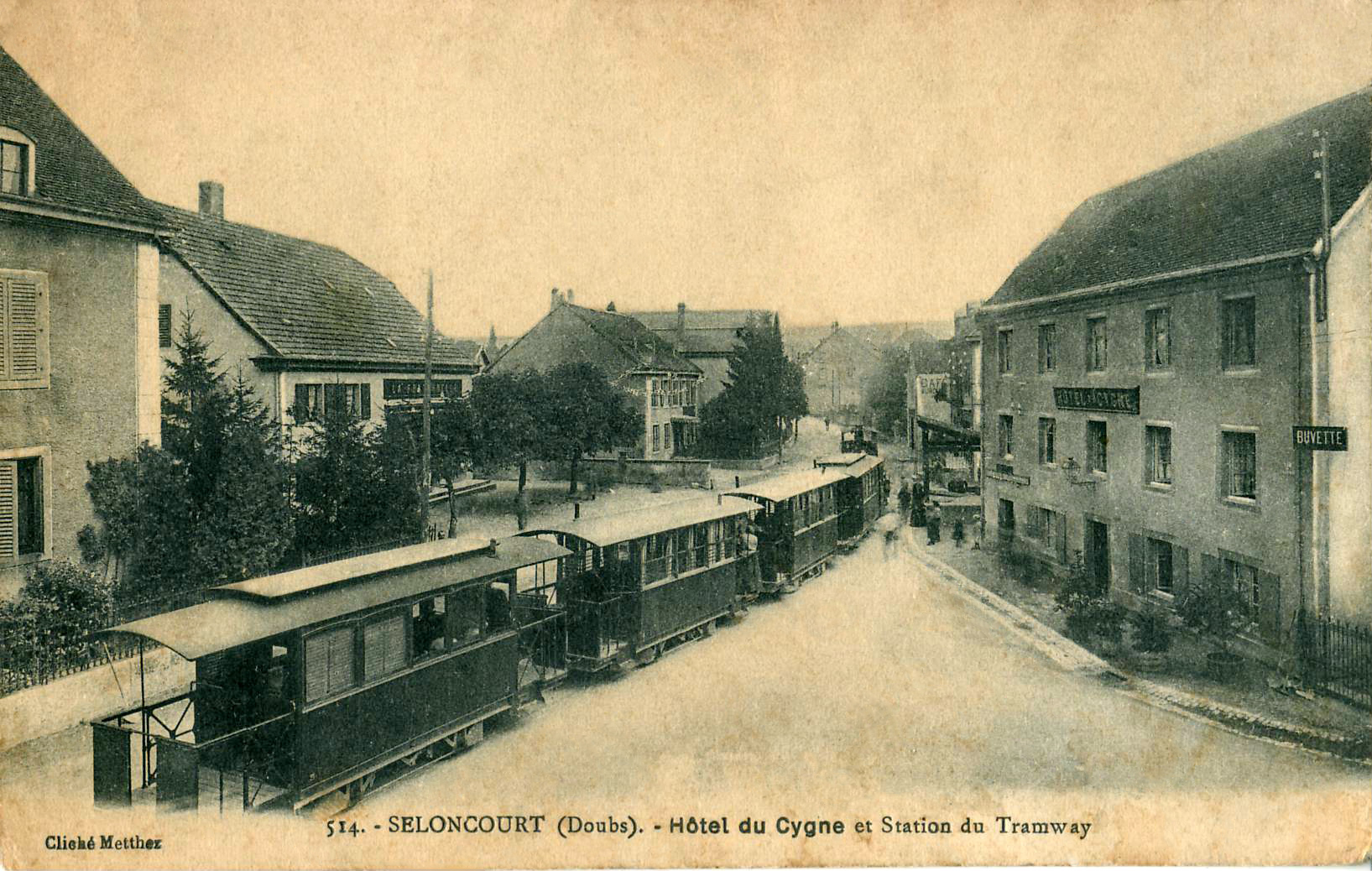
Une longue rame du Tramway à Seloncourt

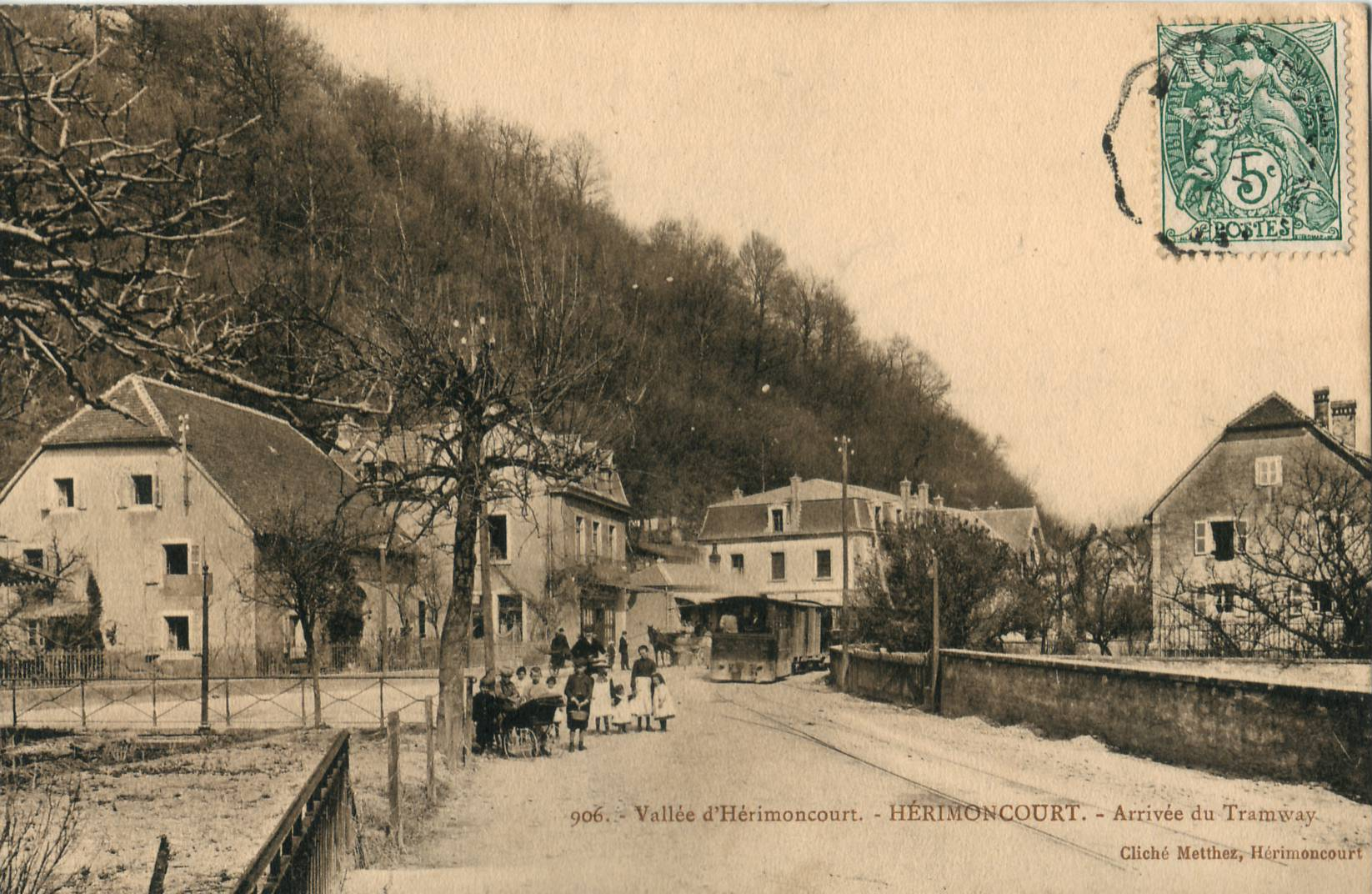
Tramway arrivant à Hérimoncourt

Le tramway exploitait les lignes suivantes : 
- Audincourt - Seloncourt - Hérimoncourt (7 km),suivant l'actuelle RD 34 ouverte le 26 juin 1887
- Audincourt - Valentigney - Beaulieu-Mandeure (6 km), suivant l'actuelle RD 437, ouverte en deux tronçons : 
  - Audincourt - Valentigney (2 km), ouvert le 1er novembre 1888
  - Valentigney - Beaulieu-Mandeure (4 km), ouvert en 1889
- Audincourt - Sochaux - Montbéliard - Gare de Montbéliard (7 km), ouverte en 1904[6],[4] Toutefois, le tronçon terminal, de Montbéliard à sa gare, n'ouvrit qu'en 1909[3].

Un projet d'extension de Beaulieu à la gare de Mathay (5,9 km) sur la ligne Voujeaucourt - Saint-Hippolyte, en passant le long de la RD 437, fut déclaré d'utilité publique par décret du 8 juillet 1913 au profit de la compagnie, mais la Première Guerre mondiale interrompit les travaux, qui ne furent pas repris la paix revenue.

### La voie
La voie était placée en accotement des routes, sauf entre la gare d'Audincourt (Ligne de Montbéliard à Morvillars) et le canal du Rhône au Rhin, où la voie était établie en site propre.

### Les bâtiments
La compagnie ne disposait ni d'installations marchandises ni d'un hall de voyageurs dans la gare de Montbéliard - PLM, malgré des demandes réitérées du Conseil d'arrondissement de Montbelliard. En 1917, le Conseil général constatait qu'en raison de la guerre, la compagnie ne disposait pas des moyens de réaliser ces travaux.

### Dépôt et ateliers
Le cœur de l'exploitation du tramway était à Audincourt, à proximité de la gare PLM, et comprenait le dépôt, sa lampisterie, l'atelier de réparation ainsi que les bureaux administratifs.

## Exploitation

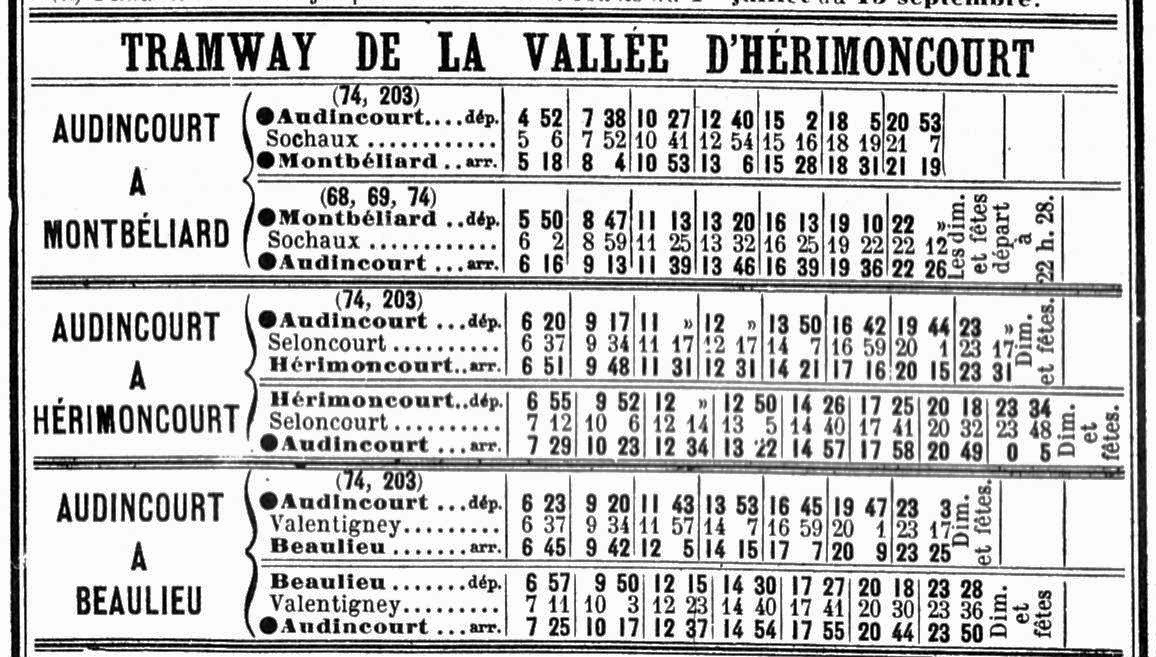
Tableaux horaires du TVH, en mai 1914

Le trafic était assuré pour l'ensemble des lignes par des trains à vapeur, tractés  par des locomotives bicabines, complétées par des locomotives tender. Le tramway assurait le service des voyageurs, des marchandises ainsi que le service postal.
Il était familièrement appelé le tacot
Le trafic était important, passant de 167 340 à 445 892 voyageurs entre 1887 et 1915. Pendant la même période, le fret passe de 27 857 à 135 928 tonnes de marchandises transportées.
Au service d'hiver de 1897, on dénombre chaque jour sept allers/retours réguliers et un aller/retour facultatif entre Audincourt et Hérimoncourt, et cinq allers/retours réguliers et deux allers/retours facultatifs entre Audincourt et Valentigney. En 1914, juste avant le déclenchement de la Première Guerre mondiale, le service était de 7 allers/retours (8 les dimanches et fêtes) vers Montbéliard et Hérimoncourt, 6 allers/retours (7 les dimanches et fêtes) vers Beaulieu.
En 1920, le Département dut approuver un doublement des tarifs voyageurs comme marchandises « par suite de l'augmentation des salaires alloués au personnel et des nouvelles dépenses causées par le renchérissement des matières premières ». En effet, la compagnie était confrontée à un déficit minime en 1917, avec 8.623,72 FRF, mais qui atteignait déjà 64.625,68 FRF en 1918. Ces augmentations d'après-guerre eurent lieu dans l'ensemble des réseaux de chemins de fer, mais ne suffirent pas à rétablir la situation financière de très nombreux réseaux.

## Matériel roulant

### Locomotives à vapeur

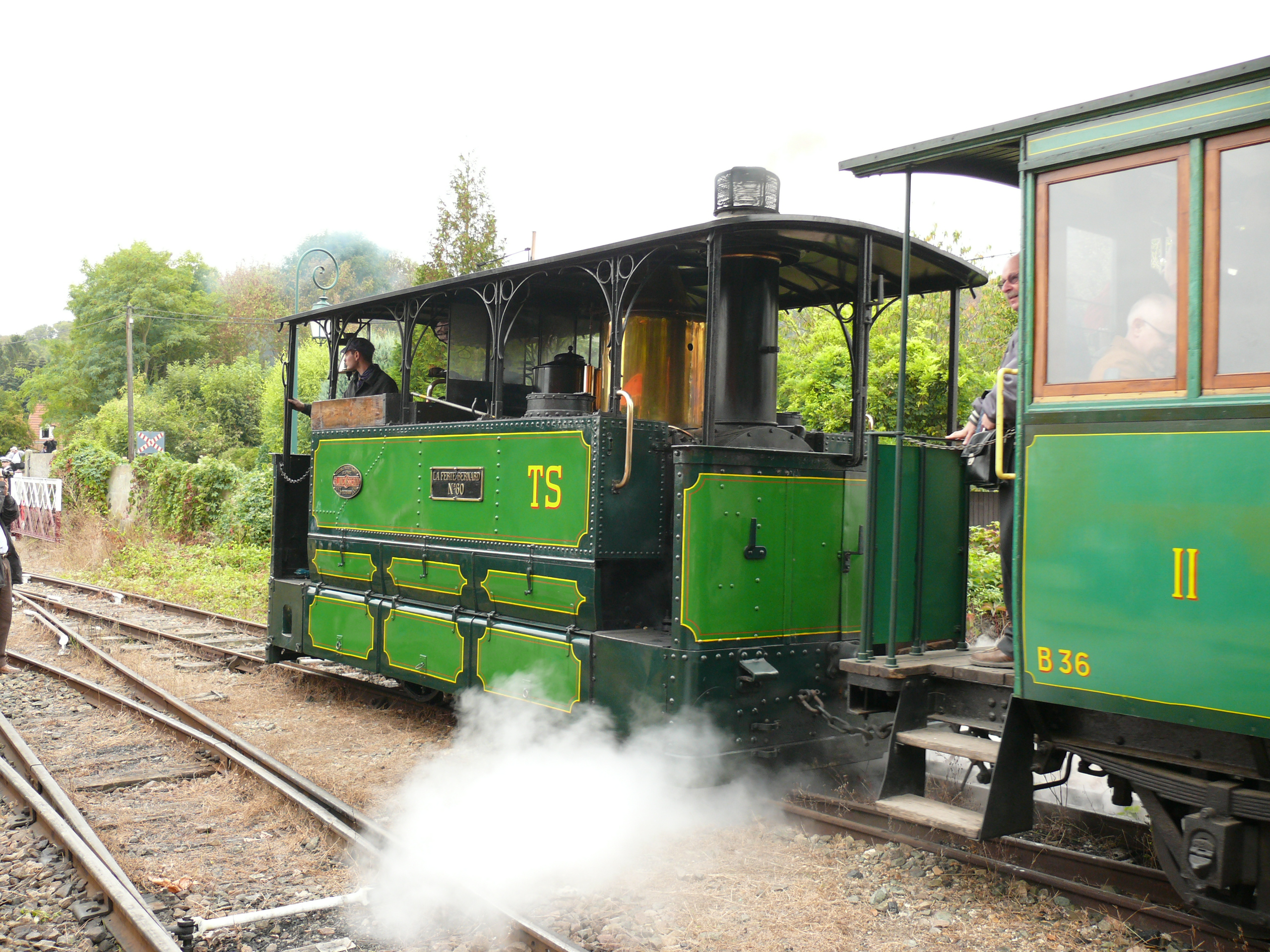
Locomotive restaurée des Tramways de la Sarthe, d'un type proche de celui utilisé sur le TVH

La compagnie acquit tout d'abord huit locomotives bicabines 030 fournies par l'entreprise belge Tubize et sa filiale française Blanc-Misseron  entre  1886 à 1913, ainsi qu'une locomotive 030T allemande.
| Illustration | Modèle ou type                                     | Nombre | Numéros | En service | Hors service | Remarques                                                  |
| ------------ | -------------------------------------------------- | ------ | ------- | ---------- | ------------ | ---------------------------------------------------------- |
|              | ANF Ct (030T)                                      | 3      | 1-3     | 1886       |              | Numéros constructeur 6-8 (La Métallurgique 643-645).       |
|              | ANF Ct (030T)                                      | 1      | 4       | 1888       |              | Numéros constructeur 29 (La Métallurgique 711).            |
|              | ANF Ct (030T)                                      | 2      | 5-6     | 1905       |              | Numéros constructeur 324-325 (La Métallurgique 1413-1414). |
|              | Ateliers métallurgiques Ct (030T)[réf. nécessaire] | 2      | 7-8     | 1913       |              |                                                            |

Les locomotives bicabines étaient des locomotives à vapeur spécialement conçues pour circuler en exploitation de type tramway, que ce soit en ville ou sur des routes, avec une cabine dans chaque direction, afin d'éviter d'équiper les stations terminus de plaques tournantes pour leur faire faire un demi-tour, et carrossées de manière à cacher l'embiellage, afin d'éviter d'effrayer les chevaux et autres animaux de trait.
Compte tenu de l'âge de l'usure de cette première dotation, la compagnie acquit en 1923, deux locomotives Baldwin.

### Matériel remorqué
En 1906, la compagnie disposait, pour chacune des lignes d'Hérimoncourt et de Beaulieu, de 8 voitures à plate-forme de 32 places fournies par Blanc-Misseron acquises en 1887-1888 et 1904, et le Préfet estimait ces moyens adaptés au trafic constaté. Elle disposait également de 52 wagons de types divers pour le fret.
Les voitures de 1887-1888 ne disposaient que de freins à vis, alors que celles de 1904 étaient également dotées de freins Westinghouse.

### Accidents notables
La ligne connut de nombreux accidents, la gorge du rail ayant tendance à se combler et les rames du tramway, mal guidés, déraillant alors... « Une fois, le tramway traverse la route et pénètre dans un magasin, une autre fois, il enfonce la vitrine d'un bar et termine sa course dans les toilettes au fond d'un jardin ».
Ces accidents provoquent des accidents très graves entraînant mutilations et décès, et sont l'une des causes de la fin de l’exploitation du tramway.

## Vestiges

### Matériels préservés
Il semble ne plus subsister de matériels du TVH.
Toutefois, l'association « Les amis du vieux Seloncourt » a reconstitué une locomotive (avec traction par moteur à essence) et une voiture de voyageurs du T.V.H. en 1991. Cette rame a été la vedette de diverses manifestations, notamment le 30 mai 2002 pour rendre hommage au tramway, alors disparu depuis 70 ans.

### Installations préservées
Une piste cyclable utilise l'ancienne emprise du tramway entre la gare d'Audincourt et le canal du Rhône au Rhin.

### Le TVH dans les arts
André Beucler évoque un voyage dans le TVH dans son roman de 1926 Gueule d'Amour.

### Toponymie et TVH
La toponymie conserve la mémoire du tramway. On trouve notamment à Exincourt une rue du Chemin-de-Fer et une place du Tramway.